# Sidi Slimane Moul Al Kifane
Sidi Sliman Mol Kifa (franska: Sidi Sliman Mol Kifa (CR), Sidi Sliman Mol Kifa (Commune Rurale), arabiska: الميس مرموشة) är en kommun i Marocko.   Den ligger i prefekturen Meknès och regionen Fès-Meknès, i den nordöstra delen av landet, 130 km öster om huvudstaden Rabat. Antalet invånare är 10 774.